# Extensible MultiModal Annotation markup language
Extensible MultiModal Annotation markup language (EMMA) ist ein auf XML basierender Sprachstandard aus der Medieninformatik, der durch das World Wide Web Consortium geschaffen wurde und sich noch in Bearbeitung befindet. Sie soll es ermöglichen, multimodale und bereits interpretierte Nutzereingaben standardisiert für die Weiterverarbeitung darzustellen. EMMA ist zur Anwendung in so genannten Multimodal Interaction Frameworks (MMI) gedacht.
Folgende Erkennungs-Systeme (Recognizers) sollen EMMA-Code erzeugen (können):
1. Spracherkennungssysteme
2. Handschrift-Erkennungssysteme
3. Media Interpreter für Eingabegeräte (z. B. Zeigegeräte, Tastaturen)
4. die Multimodal integration component

Ein EMMA-Dokument hält Interpretationen von Nutzereingaben aus den verschiedenen Erkennungssystemen bereit. Es ist auch möglich, mehrere Interpretationen der gleichen Eingabe, die mit unterschiedlichen Konfidenzfaktoren versehen sind, zu speichern. Interpretationsdaten werden stets Anwendungsbezogen beschrieben.

## Beispiel
Eine Anwendung mit einem telefonischen Spracherkennungssystem, das Kunden eines Reiseunternehmens Auskunft über Flugverbindungen geben soll, erzeugt Audiodaten, die zunächst interpretiert werden. Ein Kunde möchte gern alle Flüge von Boston nach Denver am 11. März 2003 angesagt bekommen. Dazu wird er von der Anwendung aufgefordert, den Abflugort, den Zielort und das Datum anzugeben. Der Interpreter, der den Input der Spracherkennung auswertet, könnte folgendes EMMA-Dokument erzeugen:
```
<emma:emma
 
version=
"1.0"

   
xmlns:emma=
"http://www.w3.org/2003/04/emma"

   
xmlns:xsi=
"http://www.w3.org/2001/XMLSchema-instance"

   
xsi:schemaLocation=
"http://www.w3.org/2003/04/emma

   http://www.w3.org/TR/emma/emma10.xsd"

   
xmlns=
"http://www.example.com/example"
>

 
<emma:info>

   
<caller_id>

     
<phone_number>
2121234567
</phone_number>

     
<state>
NY
</state>

   
</caller_id>

   
<customer_type>
residential
</customer_type>

   
<service_name>
acme_travel_service
</service_name>

 
</emma:info>

 
<emma:one-of
 
id=
"r1"
 
emma:start=
"1087995961542"

     
emma:end=
"1087995963542"
>

   
<emma:interpretation
 
id=
"int1"
 
emma:confidence=
"0.75"
>

     
<origin>
Boston
</origin>

     
<destination>
Denver
</destination>

     
<date>
03112003
</date>

   
</emma:interpretation>

   
<emma:interpretation
 
id=
"int2"
 
emma:confidence=
"0.68"
>

     
<origin>
Austin
</origin>

     
<destination>
Denver
</destination>

     
<date>
03112003
</date>

   
</emma:interpretation>

 
</emma:one-of>

</emma:emma>

```

Der Interpreter hat zwei mögliche Interpretationen geliefert: Die Eingabe des Abflugortes könnte „Boston“ lauten, es besteht aber auch die Möglichkeit, dass sie „Austin“ lautet, was aber aufgrund des niedrigeren Wertes des Attributs „emma:confidence“ weniger wahrscheinlich ist.